# Mutter (software)

KWin es un gestor de ventanas y un servidor de pantalla

Mutter es un gestor de composición de ventanas y compositor Wayland, este está hecho con la biblioteca Clutter y es usado en GNOME Shell 3.x, el cual reemplaza a Metacity. Mutter es un acrónimo de «Metacity Clutter».
Puede utilizarse como un gestor de ventanas autónomo en escritorios como GNOME y parecidos. Es extensible con plugins y tiene soporte para varios efectos visuales.

## Críticas
Mutter tiene alto impacto en el rendimiento gráfico del sistema; sitios como Phoronix han realizado pruebas comparativas entre distintos gestores de ventanas para medir su desempeño. Además, varios han señalado la imposibilidad de usar GNOME Shell con otro gestor de ventanas.[cita requerida]